# Zaleptus bicornigera
Zaleptus bicornigera is een hooiwagen uit de familie Sclerosomatidae.